# كتيسبيوس

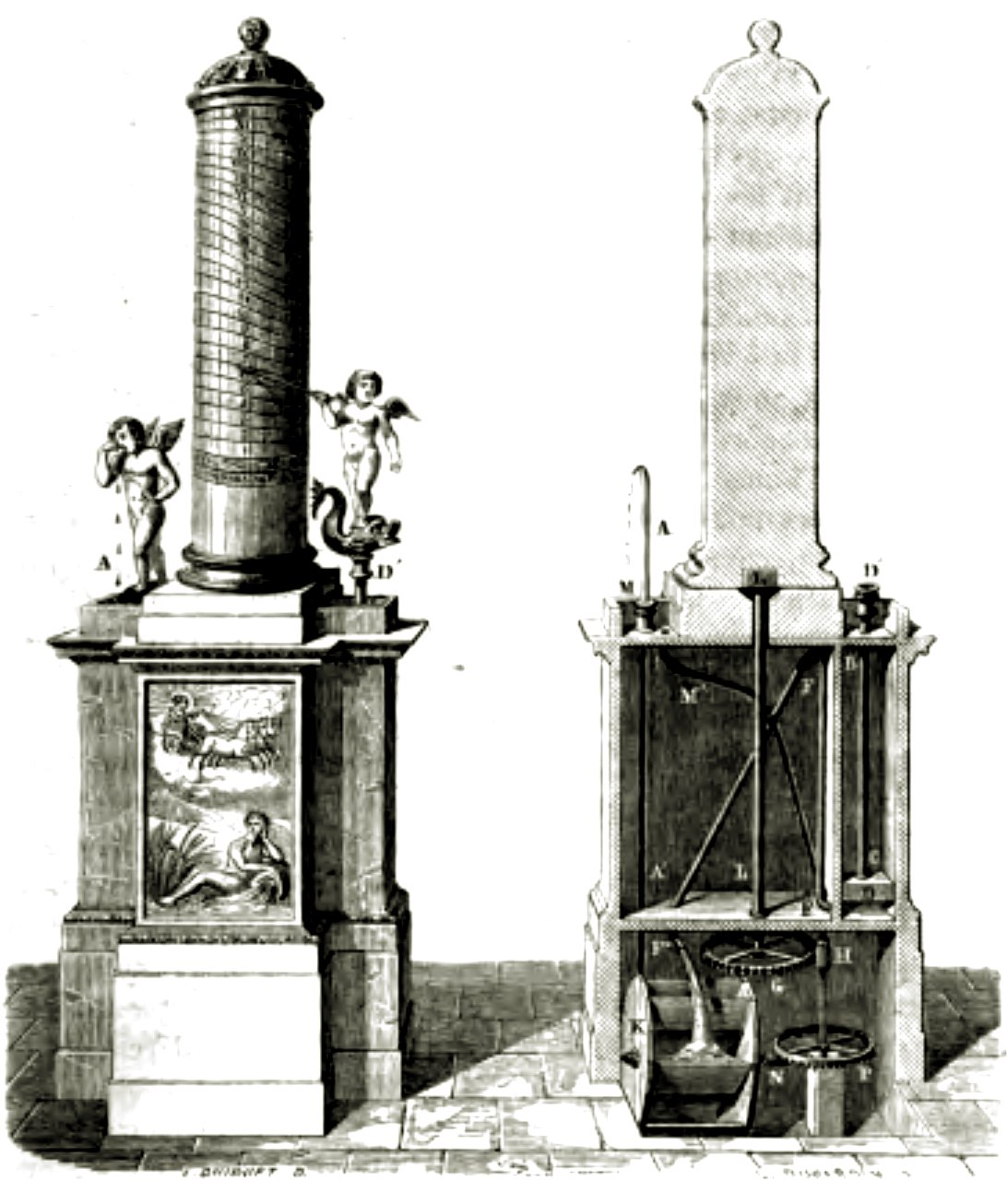
الساعة المائية للمخترع كتيسيبيوس

كتـيـســـبـيـوس (222ق.م - 285ق.م) (باليونانية: Κτησίβιος) هو مخترع يوناني وعالِم رياضيات سكندري من العصر البطلمى في مصر. وضع الإرهاصات الأولى لعلمٍ ما يسمى بالهواء المضغوط واستخداماته الميكانيكة المتعددة سواء في المضخات أو في تكنيك عمل المدافع أيضا. هذا بالإضافة لإسهاماته وأبحاثه في مرونة الهواء وخصائصه الميكانيكة. ولذلك أطلق عليه (أبو علم النيوماتيكا) ولكن للأسف الشديد لم يبق أي من مخطوطاته، ولكن مجموعة من أبحاثه مع بعض التذكارات له استشهد بها العالم أثينايوس.

## عمله
كان كتيسيبيوس على الأرجح أول رئيس لمتحف الأسكندرية في مصر البطلمية. ولا يُعرف إلا القليل جداً من حياته، ولكن على نقيض هذا فإن اختراعاتة نالت شهرة واسعة. ومما قيل عنه ربما على لسان ديوجين ليرتيوس، أن مهنة كتيسيبيوس الأولى كانت حلق الرؤوس.

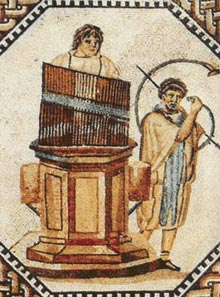
آلة الأرغن قديماًوتعمل بضخ المياة

## اختراعاته
من خلال عمله كحلاق اخترع كتيسيبيوس مرآة متحركة ذو ثقل موازن. كما اخترع أيضاً علم الهيدروليكا، ومنه أنتج آلة ضخ مائية تعتبر هي الأساس لاختراع أنابيب الأرغن، أو ما يسمى بالأرغن (آلة موسيقية قديمة). وقد طور كتيسيبيوس الساعة المائية والتي كانت تسمى قديماً كليبسيدرا وتعنى «سارق المياة» وزودها بجهاز يجعل مستوى المياه ثابتاً، حتى أصبحت من أكثر الساعات دقة في حساب الوقت قديماً، ذلك قبل أن يخترع الفزيائي الألماني كريستيان هوغنس البندول ويستخدمه في ضبط الساعة في القرن 17. هذا كله علاوةً إلى وصف كتيسيبيوس  لنوع مضخة من أوائل المضخات التي تستعمل في نافورة المياة، وفي سحب المياة من الآبار، وقد وجد كثيراً من تلك الاختراعات في مناطق مختلفة بمواقع رومانية مثل قرية سيلتشيستير ببريطانيا. كما أن فكرة السيفون الأولى تنسب إلى كتيسيبيوس .

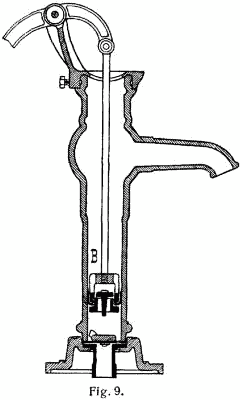
صورة لمضخة يدوية بسيطة لسحب المياة من الآبار

صورة مبسطة لفكرة السيفون

## مما قيل عنه
ديوجين ليرتيوس، هو كاتب سير ذاتية للفلاسفة اليونان، وقال عن كتيسيبيوس  أنه كان يعاني من الفقر المدقع، وليدلل على ذلك سرد ما يلي بشأن الفيلسوف أركسيلاوس:
| كتيسبيوس | أنه عندما زار أركسيلاوس كتيسيبيوس وجده مريضاً، وشعر بكَربه الشديد نتيجة العوز. فوضع كيس نقوده تحت وسادته في خفية. وعندما وجدها كتيسيبيوس قال: هذة هي روح أركسيلاوس للدعابة. | كتيسبيوس |

## شهرته
أرخ العلماء أمثال فيتروفيو، وأثينايوس، وفيلو البيزنطي أعمال كتيسيبيوس  وذكروه كثيرأ. كما قالوا عنه أنه من أوائل الميكانيكيون الذين حظوا بميزة رعاية الملوك الذين يحبون الشهرة ويشجعون الفنون لهم. كما ذكره أيضاً بروكليوس (المُعلِق للعالِم أقليدس)، والمخترع هيرو السكندري(آخر المهندسين في العصور القديمة).